# Аеродром Хонгконг
Међународни аеродром Хонгконг (: , : ) (Традиционални кинески: 香港國際機場) је главни аеродром у Хонгконгу. Друго име за аеродром је као Аеродром Чек Лап Кок (Т. кинески: 赤鱲角機場), по имену острва на ком је изграђен.
Отворен је 1998. године, и је важан је регионални карго и путнички центар као и транзитна тачка до дестинација у Кини, источној Азији и Југоисточној Азији. Иако је млад аеродром награђен је наградом „Најбољи Аеродром“ сваке године између 2001. и 2005. године од Скајтракса, док је 2006. године награда уручена Аеродрому Сингапур. Једини је аеродром који је Скајтракс оценио са „пет звездица“.
Аеродром је отворен беспрекидно и има могућност да прими 45 милиона путника и три милиона тона товара годишње. На Аеродрому Хонгконг су смештене базе Катеј Пацифик, Драгонер, Хонгконг експрес ервејз, Хонгконг ерлајнс, Оасис Хонгконг ерлајнс и Ер Хонгконг.

## Историја
Аеродром Чек Лап Кок је изграђен највећим делом на острвима Чек Лап Кок и Лам Чау. Ова два острва су била заравњена и спојена, а на њима је изграђена аеродромска писта. Аеродром је повезан са северне стране Лантау острва близу села Тунг Чунг. Копно које је настало амелиорацијом за аеродром чини скоро 1% површине Хонгконга. Аеродром Чек Лап Кок је заменио бивши Хонгконшки аеродром, Каи Так, која се налази у граду Каулун.
Изградња новог аеродрома је била у оквиру Ерпорт Кор програма (енгл. Airport Core Program), који је обухватао изградњу новог пута и пруге до аеродрома, уз изградњу мостова и тунела као и велику амелиорацију копна између острва Хонгконг и Каулун. Према Гинесовој књизи рекорда, ово је најскупља амелиорација копна на свету.
Аеродром је отворен 6. јула 1998. године, након изградње која је трајала шест година и коштала 20 милијарди америчких долара. Након отварања појавили су се многобројни проблеми због којих је влада Хонгконга поново отворила Аеродром Каи Так за карго летове. После шест месеци се ситуација нормализовала на аеродрому Чек Лап Кок.
Дана 28. фебруара 2007. је отворен други терминал. У оквиру терминала се налази и СкајПлаза тржни центар, са великим бројем разноврсних продавница и ресторана.